# خورشیدگرفتگی ۲۹ آوریل ۱۹۷۶
خورشیدگرفتگی ۲۹ آوریل ۱۹۷۶ (به انگلیسی: Solar eclipse of April 29, 1976) یک خورشیدگرفتگی از نوع خورشیدگرفتگی حلقه‌ای است. این خورشیدگرفتگی در تاریخ ۲۹ آوریل ۱۹۷۶ میلادی (‎۹ اردیبهشت ۱۳۵۵ خورشیدی) روی داد که زمان اوج آن، ساعت ۱۰:۲۴:۱۸ به‌وقت ساعت هماهنگ جهانی بوده‌است. مدت زمان و طول این خورشیدگرفتگی ۶ دقیقه و ۴۱ ثانیه بود.